# Hierofanía

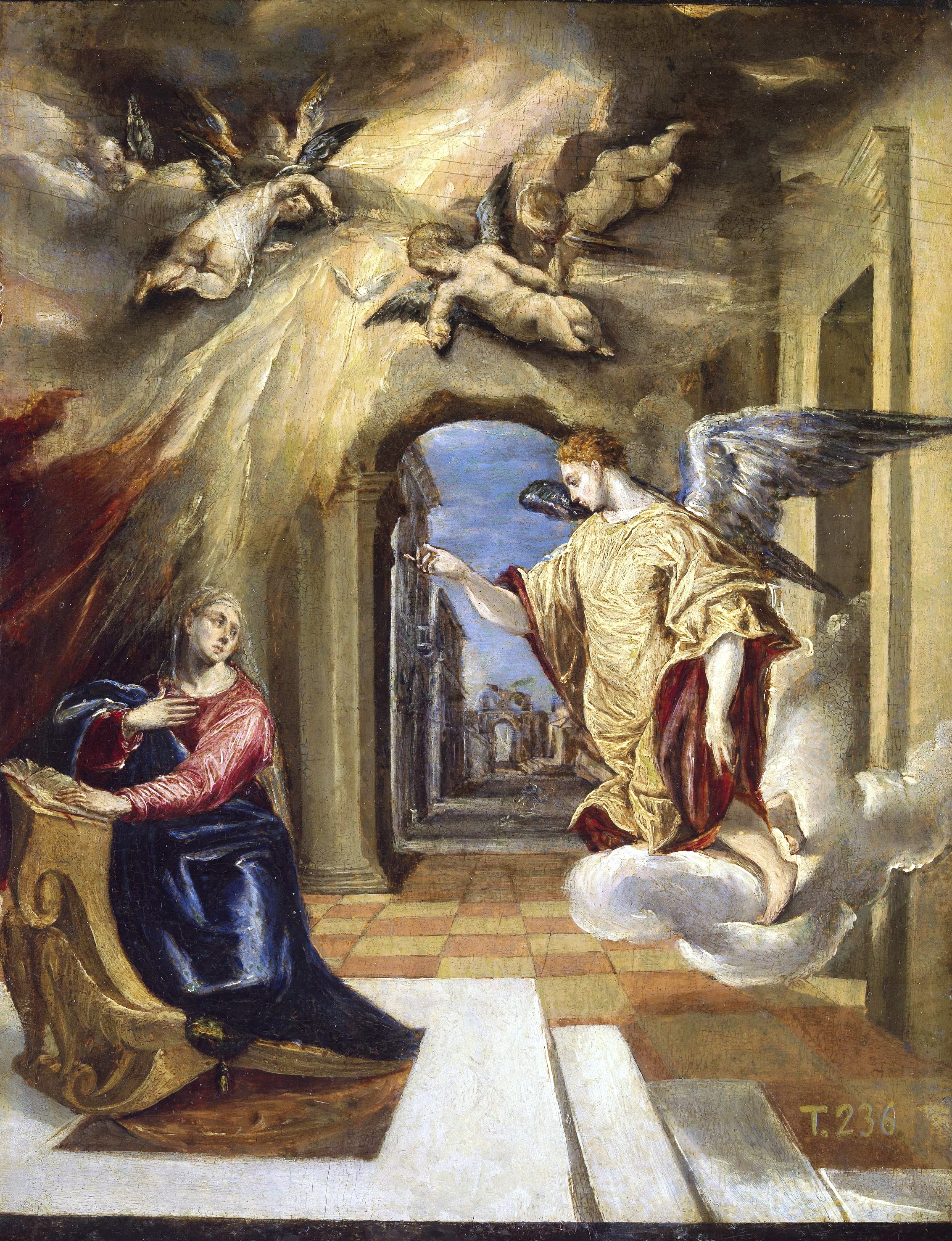
La Anunciación: el arcángel Gabriel anuncia a María que va a ser la Madre de Jesús (El Greco, 1575).

Hierofanía (del griego hieros (ἱερός) = sagrado y faneia (φαίνειν)= manifestar) es el acto de manifestación de lo sagrado, conocido también entre los hinduistas y budistas con la palabra de la lengua sánscrita darśana, y, en la forma más concreta de manifestación de un dios, deidad o numen, se denomina teofanía.

## Diferencia
El término fue acuñado por Mircea Eliade, en su obra Tratado de historia de las religiones, para referirse a una toma de consciencia de la existencia de lo sagrado, cuando éste se manifiesta a través de los objetos de nuestro cosmos habitual como algo completamente opuesto al mundo profano (véase misticismo).
Para traducir el acto de manifestación de lo sagrado, Eliade propone el término «hierofanía», que es preciso, ya que se refiere únicamente a aquello que corresponde a lo sagrado que se nos muestra.
Las hierofanías pueden ser de forma simple o complejas. Las simples son cuando se manifiestan a través de objetos, tales como una piedra, un anillo, una espada o un río. Las complejas ocurren cuando estas se manifiestan mediante un complejo y largo proceso, por ejemplo, el surgimiento del cristianismo.

## Clases de hierofanías

### Hierofanías uránicas
Son manifestaciones sagradas de un ser divino, supremo, celeste, creador y fecundador de la tierra por medio de la lluvia. Usualmente, los seres divinos con estas características, comparten también tres elementos comunes: la inaccesibilidad, al encontrarse en lo alto; lo ilimitado, lo infinito, así como el cielo; y, por último, la omnisciencia, pues desde lo alto pueden observar todo lo que acontece en el plano terrenal.
Uno de los ejemplos más representativos de divinidades uránicas es Zeus, dios griego de los cielos, de la tormenta y fecundador, por medio del rayo y las lluvias, necesarias para conseguir buenas cosechas. Es él quien encarna dos de los mitos que mejor representan las hierofanías uránicas, el relato de Europa y el de Dánae, pues en uno se transforma en toro y en el otro, en lluvia dorada, ambos símbolos son representativos de esta categoría hierfánica.

### Hierofanías solares
A diferencia de las anteriores, los dioses solares se representan como líderes autócratas con poderío, pero no cuentan con la característica creadora, sino que más bien se encuentran a las órdenes de la divinidad celeste; sin embargo, en ocasiones la deidad solar puede llegar a suplantar a la uránica. Estas hierofanías están asociadas a cultos cerrados y prácticamente exclusivos para personas privilegiadas, usualmente perteneciente a la realeza. Un ejemplo de esto se puede encontrar en el Antiguo Egipto, donde se decía que los faraones descendían de Amón-Ra, el dios solar.

### Hierofanías selénicas
Contrario al sol, que siempre se mantiene sin cambio alguno, la luna crece, decrece, desaparece y aparece, es por esta razón que simboliza claramente a lo cíclico, lo que conlleva una relación intrínseca con el nacimiento, la muerte y el renacimiento, que también son concebidos como ciclos. Otra disimilitud que presenta esta hierofanía a comparación de las solares, es que los cultos eran más abiertos e inclusive incluía a las mujeres. 
La Luna ha estado asociada al agua, las lluvias, el océano, las mareas, la fecundidad, la vegetación y los animales, la muerte y el renacimiento, desde el momento en que surgió la agricultura; además, el denominador común de todas esas temáticas enlistadas es simplemente el devenir cíclico. Cabe destacar que el renacimiento se ha relacionado con la tierra, pues se cree que aquellos que han muerto renacerán de aquélla; así que, no es de extrañar que algunas deidades lunares sean a su vez, ctónicas. Otro símbolo de las hierofanías selénicas es la serpiente, es por distintas razones que se hace esta asociación, sin embargo, la más importante, aparte de tratarse de un elemento selénico, es que también ejemplifica el devenir cíclico al “morir” y “renacer” cuando muda de piel. 
Un ejemplo representativo de una divinidad lunar es Hécate, a quien se le personifica como una triada, que puede significar tanto las tres fases lunares (crecimiento, decrecimiento, desaparición) o el triple dominio cósmico (cielo, tierra e infierno).

### Hierofanías acuáticas
El agua no sólo es símbolo de las hierofanías uránicas, por su valor fecundador, y de las selénicas, por su carácter cíclico, sino que también es la piedra angular de las hierofanías acuáticas, pues se le adjudica una facultad de dadora de vida, ya que es fuente prístina de toda la vida que habita en la tierra, pero también está viva, es regeneradora, vivificante y purificadora, y la llave para alcanzar la inmortalidad. Un ejemplo muy claro de los rasgos regeneradores y purificadores son los mitos sobre el diluvio, pues estos relatos comparten la generalidad de una humanidad pecadora, por lo que las divinidades envían un diluvio hasta que las tierras estén cubiertas y en consecuencia la humanidad desaparezca; no obstante aquellos que no perezcan, renacerán purificados de todo pecado al emerger de las aguas. Es entonces que se puede aducir que el agua es un modelo de la coincidentia oppositorum (coincidencia de los opuestos), pues es creadora de vida, pero también es capaz de destruirla. 

### Hierofanías líticas
Las rocas en bruto contienen dentro de sí rasgos de androginia, pero una vez que la misma se talla y se pule puede obtener dos posibles formas: cónica (fálica) o cúbica (vaginal). Asimismo, los meteoritos están normalmente relacionados con aspectos tanto uránicos como telúricos. Por otra parte, por medio de las piedras funerarias, el alma del difunto habita dentro de la piedra, lo que permite proteger a los vivos de las acciones que pueda ejercer el finado. Así pues, las rocas poseían rasgos protectores contra la adversidad y lo maligno, un ejemplo de esto es la herma griega.

### Hierofanías vegetales
Las hierofanías vegetales están usualmente representadas por un árbol, el cual es una alegoría del cosmos, de la vida, pues estos están asociados con la fuerza, la renovación o la regeneración. Existen varios mitos en los que se ejemplifica el árbol como centro del mundo, nexo entre el cielo, la tierra y el infierno, un ejemplo de este es el yggdrasil. Así pues, al igual que las hierofanías acuáticas, éstas también son signo de inmortalidad. 

### Hierofanías telúricas
La tierra siempre es y ha sido concebida como madre y, por tanto, fecunda y fértil. La tierra al ser madre, progenitora, creadora, y el mundo en sí misma, congrega todas las expresiones sagradas, por lo que todas las hierofanías anteriormente citadas confluyen en ella. Es por esto que presenta asimismo una coincidentia oppositorum, pues tiene estos rasgos de madre benefactora, pero también, de destructora, es creadora de vida, pero acoge en su seno a los muertos para que renazcan en ella. En la mitología griega, es Gea la madre tierra, quien engendró a Urano, el cielo, pero esta hierogamia pasó a ser reemplazada por Zeus y Hera; en ambas instancias, estas diosas contienen características telúricas.